# Afrički bivol
Afrički bivol (lat. Syncerus caffer; afrikaans: wildebeest, tj. „divlja stoka”) je vrsta krupnog goveda iz porodice šupljorožaca (Bovidae) koji obitavaju u afričkim savanama. Afrički bivoli imju visinu do 1,7 m i duljinu do 3,4 metara. Ovi bivoli dosežu težinu i do 900 kilograma, s tim da su mužjaci krupniji od ženki, i spadaju u afričku megafaunu. Nepredvidiva priroda i veličina ovih divova ih svrstava u red najopasnijih afričkih životinja.

## Odlike
Tijelo i građa afričkih bivola je slična domaćem govedu. Oni imaju relativno kratke noge, vrlo snažno i debelo tijelo i rep koji završava kitnjasto. Oba spola imaju velike rogove snažno zakrivljene prema unutra.
Afrički bivol je zamjetan po svojoj veličini od 1,4 m do 1,7 m u visini i čak preko 4 m u duljinu. Uzgojeni bivoli mogu težiti i do 910 kg, a krave su oko pola toga. Dlaka je tamno smeđa do crne. Rogovi mogu biti dulji od 1 m, a savijeni su prema sredini glave tako da s glavom tvore tipičan štit.
Šumski bivoli su znatno manji, visine od 100 – 130 cm i duljine tijela od oko tri metra, te težine od oko 200 kg. Ženke su opet manje od bikova, a dlaka im je crvenkaste do žućkaste boje u teladi. Rogovi su im kratki i relativno slabi, snažno povijeni unatrag. Građa tijela im je prilagođena životu u gustoj vegetaciji.

## Ponašanje i razmnožavanje
Bivoli uvijek žive u krdu, ponekad u velikim krdima od tisuća jedinki, a ponekad u malim obiteljskim skupinama koje se sastoje od 20 – 30 jedinki. Među kravama postoji hijerarhijska organizacija, ali su na vrhu odrasli mušžjaci. Stari bivoli žive odvojeno.
Pasu noću, a tijekom dana se odmaraju u hladu. Savanski bivoli preferiraju područja gdje imaju pristup vodi i mogu se rashladiti valjanjem u vodi ili blatu.
Površina njihova staništa ovisi o veličini stada; od 60 do 1000 kvadratnih kilometara.
Oni su jake i brze životinje koje se mogu kretati brzinama do 55 km na sat, a nepopustljivo napadaju grabežljivce. Prirodni neprijatelj odraslih afričkih bivola je samo lav, dok telad mogu postati žrtvom hijena.
Razmnožavanje ovisi o sušnim i kišnim razdobljima. Krava je trudna 340 dana i teli se nakon kišne sezone kada ima obilje hrane. Majčinska veza krave i teleta je dulja od one u drugih goveda, te mlado ostaje uz majku do dvije godine.

## Podvrste
Postoji pet podvrsta koje se mogu križati međusobno:
- Savanski bivol (lat. S. caffer caffer) je najveća podvrsta afričkog bivola koja obitava u afričkim savanama i ujedno je najrasprotranjenija. Izrazito su tamne boje i mužjaci teže do 910 kg.
- Šumski bivol (S. caffer nanus) je najmanja šumska podvrsta koja se odlikuje mnogo manjom visinom, do 120 cm i prosječnom težinom od oko 270 kg. Toliko se razlikuje od južnjačkog rođaka da ga neki još uvijek smatraju drugom vrstom.
- Sudanski bivol ili kratkorogi bivol (S. caffer brachyceros) je međuvrsta između savanskog i šumskog bizona, te se odlikuje srednjim veličinama i težinama; do 600 kg. Javlja se u državama: Sudan, Čad i Niger.
- Nilski bivol (S. caffer equinoctialis) je nešto manji i svjetliji od savanskog bivola, a često ga smatraju samo odjelkom sudanskog bivola.
- Planinski afrički bivol (S. caffer mathewsi) nije općepriznat kao zasebna vrsta, a obitava na planinskim područjima Istočne Afrike.

### Ostali projekti
|  | Zajednički poslužitelj ima stranicu o temi Afrički bivol |
|  | Wikivrste imaju podatke o taksonu Syncerus caffer        |